# Scotinomys xerampelinus
Scotinomys xerampelinus es una especie de roedor de la familia Cricetidae.

## Distribución geográfica
Se encuentra en Costa Rica y Panamá. 